# Hrvatsko-osmanski ratovi
Hrvatsko-osmanski ratovi ili Osmansko-hrvatski ratovi je naziv za niz vojnih 
sukoba između Hrvatskog Kraljevstva (u Hrvatsko-Ugarskoj i u Habsburškoj Monarhiji) i Osmanskoga Carstva.
- Veliki turski rat (1443. – 1444.)
- Stogodišnji hrvatsko-turski rat (1493. – 1593.) (rat za Hrvatsku)
- Dugi turski rat (1593. – 1606.)
- Veliki turski rat (1662. – 1699.)
- veliki oslobodilački rat 1683.-1699. (vidi i: Morejski rat)

Selidbe u doba hrvatsko-osmanskih ratova
Događaju se sljedeće selidbe;
- Iz Pounja u Gradišće (južnočakavski i šćakavski ikavci) i Posutlje (kajkavizirani južnočakavci-->donjesutlanci)
- Iz Like u Gradišće, Žumberak, Pokuplje, otoke i središnju Istru te enklave u Mađarskoj (svi srednječakavski ekavo-ikavci)
- Iz sjeverne Dalmacije (južnočakavski ikavci i čakavizirani staroštakavski ikavci iz okolice Ljubuškog-->jugozapadni Istrani) u zapadnu Istru i na otoke
- Iz zapadne Hercegovine, južnoga dijela (štakavski ikavci) u sjevernu Dalmaciju, otoke i Molise
- Iz zapadne Hercegovine, sjevernoga dijela (štakavski ikavci) u sjevernu Dalmaciju, pa zapadnu Liku, pa Bačku
- Iz JZ Bosne novoštokavizacija ikavskih čakavaca u Pounje (Bihać) i Posanje (Prijedor), Posavinu (Derventa) i Slavoniju
- Iz istočne Bosne (šćakavski jekavci, Bošnjaci) u središnju Bosnu, Podravinu (Virovitica), Pounje (Kostajnica) i Baranju (Pečuh)
- Iz sjeverne Bosne i Posavine po ostatku Slavonije, Srijem i Banat (šćakavski zatvoreni ekavci/ikavci, Šokci)
- Iz Poneretlja (novoštokavski jekavci) na područja zapadne Bosne, središnje Slavonije (Osijek i Našice), Sjeverozapande Hrvatske (Bjelovar), istočne Like, Banovine (Glina) i sjeverne Dalmaciju, u primorje te preko Dubrovnika na Kosovo i u Boku
- seoba kajkavaca (turopoljsko-posavski) na sjever pa nakon "naturalizacije" (dakle sa zagorsko-međimurskim) u Gradišće te seobe kajkavaca (turopoljsko-posavski) na istok (Banat), u kojemu se torlakiziraju/asimiliraju

Općenito;
- Iz Pounja se ide za Gradišće (južnočakavski i šćakavski ikavci) i Posutlje
- Iz sjeverne Dalmacije se ide za Zapadnu Istru (južnočakavski i šćakavski ikavci)
- Iz Istočne Like se ide na otoke, Istru i Gradišće (srednječakavski ikavoekavci)
- Iz Zagore se ide na otoke (južnočakavski ikavci)
- Iz zapadne Hercegovine se ide u Liku i sjevernu Dalmaciju, sve do Bačke (novoštokavski ikavci)
- Iz JZ (i zapadne) Bosne se ide u Pounje, Posanje, južno Primorje, Posavlje, sve do Slavonije (novošćakavski ikavci)
- Iz središnje Hercegovine se ide u zapadnu BiH te hr. granicu od Kostajnice do Knina i potezu u Slavoniji od Bjelovara do Osijeka i du primorje (novoštokavski jekavci)
- Iz istočne BiH se ide u Slavoniju, Pounje i Baranju (starošćakavski jekavci)
- Iz sjeverne BiH i južne Slavonije se ide prema zapadnoj Slavoniji, Srijemu i banatskim enklavama
- Iz središnje BiH se ide prema Slavoniji (šćakavski ikavci)
- Iz središnje HR (kajkavci) idu prema Gradišću ili Banatu

Nisu prikazane povratne migracije, poglavito muslimana s povlačenjem Otomanskoga carstva